# Edmond de Burgh
Señor Edmund de Burgh, antepasado y caballero irlandés de la rama Clanwilliam de la familia Burke, 1298–1338.

## Contexto
De Burgh era el quinto y último hijo superviviente de Richard, Señor de Connaught y Conde de Úlster. Su hermano mayor, John de Burgh, murió en Galway en 1313 y fue sobrevivido por un hijo, William, que se convertiría en el 3.º Conde de Úlster.
Edmond vivió en lo que es ahora el Condado Limerick, donde se situaban sus propiedades. Fue padre de al menos dos niños, Sir Richard Burke y Sir David Burke, ambos de los cuales vivían en 1387. Sir Richard fue padre de Walter (muerto 1432) y Uileag Carragh, antepasados de los Burke de Castleconnell y Brittas, y de los Burke de Cois tSiúire, respectivamente.  Sir David fue el antepasado de los Burke de Muskerryquirk. Estas tres familias serían conocidas en conjunto como los Burke de Clanwilliam.

## Guerra Civil Burke
El asesinato de William de Burgh, en junio de 1333 llevó a una lucha a tres bandas entre los miembros principales de la familia de Burgh/Burke. Edmond era el miembro varón sénior de la familia, tío de William Donn y el hijo mayor superviviente del segundo conde. Luchó contra sus primos en Connacht en un intento de controlar las vastas propiedades de los Burgh, tanto las suyas personales como las de su bisnieta, Elizabeth de Burgh.
Como ninguno de los tres principales contendientes eran capaz de vencer a los otros, los territorios de los de Burgh en el Úlster fueron casi enteramente recuperados por los gaélicos-irlandeses, mientras que Connaught quedó partido por la mitad entre los primos Edmond Albanach de Burgh en el norte de Connacht (principalmente Condado de Mayo) y Ulick Burke de Annaghkeen en sur de Connacht (principalmente el este de Condado Galway). Hacia 1340, la familia se había dividido en tres señoríos separados e independientes:
- Clan William Burke de Condado Limerick
- Mac William Íochtar de Condado Mayo
- Clanricarde De Condado Galway

## Muerte
Edmond murió en 1338 cuándo él y sus hombres intentaban visitar a los Frailes agustinos en la ciudad de Ballinrobe. Una banda de hombres al mando de Edmond Albanach de Burgh entró en el monasterio y Edmond fue capturado después de una breve resistencia. Fue tomado prisionero y llevado hasta Oilean-an-lara (la Isla de Condes). Fue ahogado en el Lough Mask.
El incidente consta en los Anales de los Cuatro Maestros:
- M1338.3. El hijo del Conde de Ulster, i.e. Edmond, fue tomado prisionero por Edmond Burke, que le ató una piedra al cuello y le ahogó en Lough Mask. La destrucción del inglés de Connaught, y de su propio en particular, resultó de esta acción. Turlough O'Conor desterró después a Edmond Mac William Burke fuera de Connaught, después de los territorios e iglesias del oeste de Connaught había sido grandemente destruidas entre ellos; y O'Conor asumió el mando en la provincia entera.

## Árbol familiar
```
  
Walter de Burgh
 
  |
  |____________________________________________
  |                                           |
  |                                           |
  
William de Burgh
, murió 1205.    Hubert de Burgh, 1.º Conde de Kent, d. 1243. 
  |                                      (Descendencia; 
John
 y Hubert)
  |____________________________________________________________________________
  |                                                                           |
  |                                                                           |
  
Richard Mór de Burgh
, 1.º Barón de Connaught                Richard Óge de Burgh 
  |                                                      (antepasado de Ulick Burke de Annaghkeen)
  |__________________________________________________________________
  |                                                                 |
  |                                                                 |
  
Walter de Burgh
, 1.º Conde de Úlster                William Óg de Burgh 
  |                                                                 |
  |                                                                 |
  
Richard Óg de Burgh
, 2.º Conde de Úlster           Edmond Albanach de Burgh 
  |
  |___________________________________________________________________
  |                                                                  |
  |                                                                  |
  
John de Burgh
                                 
Edmond de Burgh
, 1298-1338.
  |                                                                  |
  |                                                                  |_______________________
  
William Donn de Burgh
, 3.º Conde de Úlster                         |                      |
  |                                                                  |                      |
  |                                                            Sir Richard, fl. 1387.   Sir David, fl. 1387.
  
Elizabeth de Burgh
, Condesa de Úlster                              |                      |
  |                                                                  |                      |
  |                                                      Burke de Castleconnell  Burke de Muskerryquirk 
  
Philippa
, 5.º Condesa de Úlster                         Burke de Brittas
  |
  |
  
Roger Mortimer, IV conde de March
```